# A három testőr (film, 1986)
A három testőr (eredeti cím: The Three Musketeers) 1986-ban bemutatott ausztrál televíziós rajzfilm, amely Alexandre Dumas azonos című regénye alapján készült.

## Szereplők
| Szereplő                 | Eredeti hang     | Magyar hang                     | Magyar hang                              |
| Szereplő                 | Eredeti hang     | 1. magyar szinkron (MTV1, 1990) | 2. magyar szinkron (Helikon Video, 1992) |
| ------------------------ | ---------------- | ------------------------------- | ---------------------------------------- |
| D’Artagnan               | Ivar Kants       | Perlaki István                  | ?                                        |
| Richelieu bíboros        | Noel Ferrier     | Versényi László                 | ?                                        |
| Milady                   | Kate Fitzpatrick | Andai Györgyi                   | ?                                        |
| Athos                    | N/A              | Juhász Jácint                   | ?                                        |
| Porthos                  | N/A              | Vajda László                    | ?                                        |
| Aramis                   | N/A              | Helyey László                   | ?                                        |
| Rochefort                | N/A              | Usztics Mátyás                  | ?                                        |
| XIII. Lajos király       | N/A              | Horkai János                    | ?                                        |
| Constance Bonacieux      | N/A              | Málnai Zsuzsa                   | ?                                        |
| Anna királyné            | N/A              | Bencze Ilona                    | ?                                        |
| Buckingham herceg        | N/A              | Józsa Imre                      | ?                                        |
| John Felton              | N/A              | Kerekes József                  | ?                                        |
| Fogadós                  | N/A              | Gruber Hugó                     | ?                                        |
| Zsiványok vezére         | N/A              | Huszár László                   | ?                                        |
| Richelieu bíboros embere | N/A              | Vass Gábor                      | ?                                        |
| Hajóskapitány            | N/A              | Konrád Antal                    | ?                                        |
| Apáca                    | N/A              | Győri Ilona                     | ?                                        |
| Komornyik                | N/A              | Turgonyi Pál                    | ?                                        |
| Kocsmáros                | N/A              | Kránitz Lajos                   | ?                                        |
| Kormányos                | N/A              | Surányi Imre                    | ?                                        |
| Hóhér                    | N/A              | Várkonyi András                 | ?                                        |